# ADSL
Az ADSL (Asymmetric Digital Subscriber Line – vagyis „aszimmetrikus digitális előfizetői vonal”) egy kommunikációs technológia, ami a hagyományos betárcsázós modemeknél gyorsabb digitális adatátvitelt tesz lehetővé a csavart rézérpárú telefonkábelen.
Az ADSL jellemzője a DSL megoldásokon belül, hogy a letöltési és a feltöltési sávszélesség aránya nem egyenlő (vagyis a vonal aszimmetrikus), amely az otthoni felhasználóknak kedvezve a letöltés sebességét helyezi előnybe a feltöltéssel szemben, általában 8:1 arányban. További előnye, hogy aktív kapcsolat közben nem foglalja le a telefonvonalat, így a vonal telefonhívást/fogadást is tud bonyolítani (a betárcsázós modem használata közben foglalt jelzést kapott a hívó fél ha az illető telefonvonalat hívta fel).
Mind technikai, mind üzleti okai vannak az ADSL gyors elterjedésének. A technikai előnyt az adja, hogy a zajelnyomási lehetőségeket kihasználva lehetővé teszi nagyobb távolságon is a gyors adatátvitelt a felhasználó lakása, és a DSLAM eszköz között (amely a telefonközpontokban helyezkedik el).
Az első generációs ADSL letöltési sebessége 256 kbit/s-tól indul és 8096 kbit/s-ig emelhető, a feltöltésé 64 kbit/s-től 832 kbit/s-ig állítható, de ezek elméleti maximumok, melyek a csomagok méretétől, illetve a telefonközponttól (pontosabban a DSLAM-től) való távolságon múlik.
Az ADSL2 névre keresztelt továbbfejlesztés első verziója 12 Mbit/s, majd a néhány hónappal később érkezett ADSL2+ 24 Mbit/s elméleti maximális letöltési sebességet tesz lehetővé. Az új szabvány magasabb frekvencia-intervallumon dolgozik, de gyakorlati hatása csak akkor mutatkozik meg, ha a DSLAM 2 kilométeres körzetében csatlakozunk, afelett csak az első generációs ADSL sebességét nyújtja. Ezen letöltési értékek mellé maximálisan 1 Mbit/s feltöltési sebesség lehetséges ezzel a technológiával.

## Működés

### Frekvenciák
Az ADSL a kommunikációhoz két frekvenciatartományt használ.
Az első generációs ADSL (annex A)
- 0 – 4 kHz: PSTN, hagyományos telefon (szűrő segítségével választják el az adatfolyamtól, hogy ne zavarja az adatátvitelt)
- 25,875 – 138 kHz között feltöltésre
- 138 – 1104 kHz között letöltésre

használja a rézkábelt.

Az első generációs ADSL frekvenciatartományai

Ez a két intervallum tovább van bontva 4,3125 kHz-es tartományokra. Csatlakozáskor a modem ellenőrzi, hogy mely tartománynak van olyan jel/zaj értéke, amelyen adatátvitelt lehet folytatni. A telefonközponttól való távolság és a rézkábelen megjelenő zaj hibákat okozhat néhány frekvenciasávon. Ezeket a sávokat keskennyé állítva egy apróbb hiba még nem teszi használhatatlanná a vonalat, csupán az a sáv nem lesz használva, így egy lassabb, de még mindig működő vonalat kapunk. Minden egyes sávnak azonos adatátviteli értéke van, ennek a pontos értéke a használt modulációtól függ.
Néhány gyártó ezeket az értékeket kitolva nagyobb frekvenciasávot – ezzel együtt nagyobb sávszélességet – biztosít, ám ez csak akkor használható, ha mind a központban, mind az előfizetőnél azonos gyártójú eszközöket telepítenek.

### Moduláció
Az ADSL eleinte két modulációs eljárást használt, melyek CAP és DMT néven ismertek. A CAP 1996-ig volt meghatározó, addig az ADSL telepítések 90%-a ezzel a megoldással készült, ennek ellenére a DMT-t választották az első két ITU-T ADSL szabványnak: G.992.1 és G.992.2 (más néven G.DMT és G.Lite). Napjainkban kizárólag DMT modulációjú eszközöket telepítenek.

## Szabványok
A táblázatban szürkén jelöltük az itthon is használt szabványokat.
| A szabvány neve          | Megnevezése        | Max. letöltési sebesség | Max. feltöltési sebesség |
| ------------------------ | ------------------ | ----------------------- | ------------------------ |
|                          |                    |                         |                          |
| ANSI T1.413-1998 Issue 2 | ADSL               | 8 Mbit/s                | 1,0 Mbit/s               |
| ITU G.992.1              | ADSL (G.DMT)       | 8 Mbit/s                | 1,0 Mbit/s               |
| ITU G.992.2              | ADSL Lite (G.Lite) | 1,5 Mbit/s              | 0,5 Mbit/s               |
|                          |                    |                         |                          |
| ITU G.992.3/4            | ADSL2              | 12 Mbit/s               | 1,0 Mbit/s               |
| ITU G.992.3/4 Annex J¹   | ADSL2              | 12 Mbit/s               | 3,5 Mbit/s               |
| ITU G.992.3/4 Annex L¹   | RE-ADSL2           | 5 Mbit/s                | 0,8 Mbit/s               |
|                          |                    |                         |                          |
| ITU G.992.5              | ADSL2+             | 24 Mbit/s               | 1,0 Mbit/s               |
| ITU G.992.5 Annex L¹     | RE-ADSL2+          | 24 Mbit/s               | 1,0 Mbit/s               |
| ITU G.992.5 Annex M¹     | ADSL2+             | 28 Mbit/s               | 3,5 Mbit/s               |

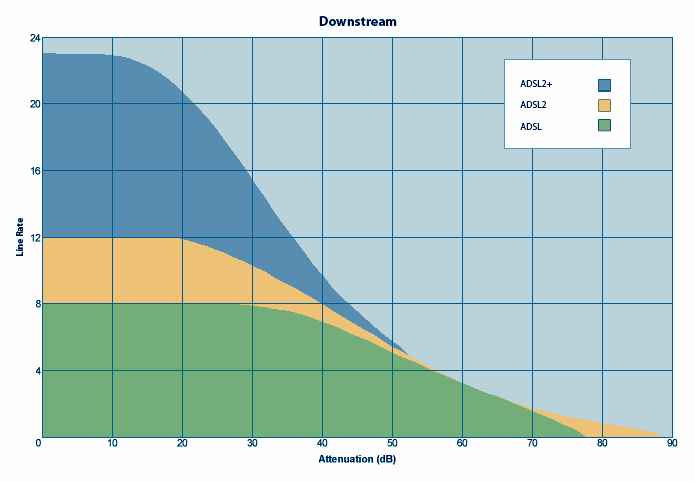
A várható letöltési sebesség a telefonvezeték csillapításának függvényében

Az Annex J és M a letöltés és a feltöltés frekvenciahatárt 276 kHz-re viszi fel 138 kHz-ről a gyorsabb feltöltés érdekében.
Az ADSL2 és az ADSL2+ "all-digital-loop" változatai (Annex I és J) további 256 kbit/s sebességet hagy meg VoIP telefonálásra, így a korábbi PSTN frenkvenciatartományt is digitális adatátvitelre tudja használni.
Az ADSL2+ a korábbi 1,1 MHz-es intervallumot kiterjeszti 2,2 MHz-re.
A fenti értékek elméleti maximumok. Az ADSL által használt ATM csomagok mérettől függően a feltüntetett sebességeknek körülbelül a 87%-át képesek elérni, amit tovább csökkent a DSLAM-től való távolság is. Viszont a fenti értékeknél gyorsabb sebességek is elérhetőek további apróbb módosítással – mint ahogy az Ericsson több eszközében is 3,5 Mbit/s-os feltöltést ígér.
Az ADSL2 Annex L más néven RE-ADSL2 (RE = Reach Extended = Messzire kiterjesztett) a távoli, akár 7 kilométer messze lévő felhasználókra helyezi a hangsúlyt, melyet az alacsonyabb frekvenciatartományok elérésével kíván megvalósítani. A felső frekvenciahatár 552 kHz-re lett levéve, hogy azonos teljesítményt nyújtson az Annex A szabvánnyal. Mivel e megoldás célja a távoli kapcsolatlétesítés, ezért nem nyújt sávszélesség bővülést. Továbbá sok telefontársaságnál tiltott, mivel az alacsony frekvenciatartomány sok más eszközt zavarhat, illetve károsíthat.
Az ADSL2 Annex M az Ericsson által kifejlesztett, kizárólag a cég termékeivel működőképes szabvány, mely a korábbi 24 helyett maximum 28 Mbit/s letöltési és az 1 helyett maximum 3,5 Mbit/s feltöltési sávszélességet tud biztosítani, ám csak rendkívül rövid kábelhosszon, így nagyon ritkán alkalmazzák.

## Későbbi szabványok
Az ADSL továbbfejlesztésének tekintik a VDSL és VDSL2 (Very-high-speed Digital Service Line, vagyis Nagyon-nagy-sebességű digitális előfizetői vonal) szabványokat. Míg az előbbi 100 Mbit/s, az utóbbi 250 Mbit/s maximum sávszélességet képes biztosítani, mindezt csupán a DSLAM eszköztől pár száz méteres körzetben. 2008 októberétől hazánkban is elérhető a VDSL szolgáltatás, mely az ország nagy részén elérhető a SZIP (Szupergyors Internet Program) program miatt, amely nagy részén a Magyar Telekom nyert.

## Hazai helyzet

### Szereplők, szabványok
Magyarországon elsőként nagykereskedelmi célra 2000-ben vezette be, magánszemélyek számára pedig 2001-ben tette elérhetővé az akkori Matáv (ma Magyar Telekom) a lakossági és az üzleti ADSL szolgáltatást. Az ezzel foglalkozó leányvállalat 1997-től a Matávnet, 2001 májusától 2005-ig az Axelero nevet viselte. A vezetékes távközlési piac 2001 decemberi megnyitásával színre lépett az Invitel (ma DIGI), a Monortel (ma Vodafone), az Emitel és a Pantel. A társaságok az ITU G.992.1 vagyis az ADSL G.DMT szabvány alapján szolgáltatnak, de megindult az áttérés az ITU G.992.5 szabványú ADSL2+-ra.
Változás 2005 őszén történt, amikor elsőként a Pantel üzleti, majd 2006 februárjában a TVNet lakossági hurokátengedéses ADSL2+ szolgáltatásával lépett a piacra. A hurokátengedéses eljárást egyelőre [mikor?] csak Budapest egyes területein, illetve nagyobb városokban alkalmazzák.
A 2010-es évekre elavultnak tekinthető ADSL hálózatokat idővel felváltja a korszerű optikai (FTTH) és a kábeltelevíziós koaxiális kábellel kiépített rendszer. (Előbbiek kiépítése folyamatosan zajlik. Az utóbbiak optikai gerincvezetékkel történő hibrid fejlesztésére is nyert pályázatot a Magyar Telekom.